# Saint-Jean-de-Barrou
Saint-Jean-de-Barrou (okzitanisch Sant Joan de Bàrron) ist eine Gemeinde mit 269 Einwohnern (Stand 1. Januar 2022) in Frankreich. Sie liegt im Département Aude in der Region Okzitanien. 
Die Einwohner der Gemeinde werden Saint-Jeannais genannt.

## Lage
Saint-Jean-de-Barrou liegt in der geographischen Region Corbières am namengebenden Flüsschen Barrou. Das Gemeindegebiet ist Teil des Regionalen Naturparks Corbières-Fenouillèdes.
Ein Teil der landwirtschaftlichen Flächen dient dem Weinbau und die Weinberge liegen innerhalb der geschützten Herkunftsbezeichnung Corbières.

## Bevölkerungsentwicklung
| Jahr      | 1962 | 1968 | 1975 | 1982 | 1990 | 1999 | 2007 | 2016 |
| Einwohner | 256  | 314  | 301  | 292  | 225  | 204  | 248  | 250  |